# Metapetrocosmea peltata
Metapetrocosmea peltata, biljna vrsta iz porodice gesnerijevki ograničena na otok Hainan, donedavno jedina u rodu Metapetrocosmea.

## Opis
To je zeljasta višegodišnja biljka s peteljkastim listovima jajolikog do široko jajolikog oblika i općenito zaobljenim vrhom. Peteljka je duga 2,5 do 4 cm i ima brakteje koje su usko trokutaste do linearne. Plodovi su kapsule promjera 3 mm. Cvjetovi cvjetaju zimi. Raste u šumama i uz potoke, 300-700 m. iznad mora.
Broj kromosoma: nepoznat.

## Sinonimi
- Petrocosmea peltata Merr. & Chun; Sunyatsenia 2(3-4): 320-321, pl. 70 (1935)